# Еберн
Еберн (нім. Ebern) — місто в Німеччині, розташоване в землі Баварія. Підпорядковується адміністративному округу Нижня Франконія. Входить до складу району Гасберге. Центр об'єднання громад Еберн.
Площа — 95,02 км2. Населення становить 7230 ос. (станом на 31 грудня 2020).